# Pierre Nantel
Pierre Nantel (né le 10 juin 1963 à Salaberry-de-Valleyfield) est un directeur artistique, ingénieur du son et homme politique canadien.
Directeur artistique d'artistes comme Isabelle Boulay, Jean-François Breau et Jean Leloup, il est élu député fédéral de la circonscription de Longueuil—Pierre-Boucher lors des élections fédérales du 2 mai 2011, réélu en 2015 dans la circonscription de Longueuil—Saint-Hubert et défait dans cette dernière circonscription en 2019.
Il anime l'émission du matin à QUB Radio à compter de l'été 2020.
Le 21 novembre 2021, il annonce qu'il sera candidat pour le Parti québécois lors de l'élection partielle dans la circonscription longueilloise de Marie-Victorin.

## Biographie

### Carrière en musique
Pierre Nantel a œuvré au sein de l'industrie musicale québécoise à partir de 1987, accompagnant plusieurs artistes, tels que Jean Leloup, Isabelle Boulay dont il produit l'album Tout un jour,, et Jean-François Breau pour lequel il a été également parolier.
En plus de cumuler les rôles de directeur artistique, dépisteur de talents et ingénieur de son, il a été co-récipiendaire de deux prix Félix de l'ADISQ : Équipe de promotion de l'année - Disques au gala de 1990.
Au cours de sa carrière, il travaille aussi pour le Cirque du Soleil en tant que directeur artistique-musique et dépisteur de talents musicaux, et pour les maisons de disque Audiogram et Sony Musique.
Membre de l'Union des artistes, il a été recherchiste et chroniqueur à TVA, à Radio-Canada, à TQS et à CKOI 96,9. Il a contribué à des émissions telles Le Banquier, la Fosse aux lionnes, les Midis fous et le Grand décompte.

### Carrière politique

#### Premier mandat (2011-2015)
En 2008, Pierre Nantel devient membre du Nouveau Parti démocratique. Il est candidat pour la première fois en 2011, dans la circonscription de Longueuil—Pierre-Boucher où il habite, et fait campagne avec une petite équipe de bénévoles. Il est élu lors des élections générales du 2 mai 2011 en même temps qu'un grand nombre de nouveaux députés du NPD.
Jack Layton et son successeur, Thomas Mulcair, nomment Pierre Nantel au cabinet fantôme de l'opposition officielle, d'abord comme porte-parole du NPD pour le sport, de mai à octobre 2011, et ensuite comme porte-parole en matière de patrimoine et de culture. Il occupe de nouveau ce poste pour le deuxième parti d'opposition à la suite des élections de 2015, en plus d'être nommé porte-parole en matière d'électrification des transports en janvier 2017.
Lors de son premier mandat, Pierre Nantel s'est opposé à la réforme du gouvernement Harper en matière de droit d'auteur en 2012 et est intervenu dans plusieurs dossiers en tant que député : contre les compressions et les nominations politiques à la Société Radio-Canada, contre le péage proposé pour le nouveau pont Champlain reliant Montréal à la Rive-Sud, pour le maintien de la distribution aux foyers par Postes Canada, et contre la guerre en Iraq et en Syrie voulue par le premier ministre Stephen Harper.
Il a aussi œuvré pour l'amélioration de la sécurité ferroviaire. En collaboration avec le maire de Boucherville, Jean Martel, il réussit à faire retirer les wagons-citernes DOT-111, considérés hors-normes et dangereux, des convois ferroviaires qui traversent sa circonscription.

#### Second mandat (2015-2019)
Le 23 novembre 2015, après sa réélection, Pierre Nantel modifie le traditionnel serment permettant de devenir député, et devient le premier député à y inclure une reconnaissance des traités conclus avec les peuples autochtones. Son ajout au serment -- "J'affirme également que je respecterai dans l'exercice de mes fonctions les traités conclus avec les peuples autochtones" -- est repris dans le serment de trois autres députés : Romeo Saganash, Georgina Jolibois et Niki Ashton.
Au moment même où il est nommé porte-parole du NPD pour l'électrification des transports, Pierre Nantel est l’initiateur d’une coalition d’élus des législatures provinciale et fédérale pour faire de l'agglomération de Longueuil une plaque tournante du développement des transports électriques en Amérique du Nord. Outre Nantel, les députés membres de la coalition sont Martine Ouellet, Diane Lamarre, Catherine Fournier et Xavier Barsalou-Duval, député à la Chambre des communes du Canada. La mairesse de Longueuil, Caroline St-Hilaire, ne s'est cependant pas jointe à cette coalition, laissant savoir que l'organisme de développement économique de Longueuil couvrait « un spectre beaucoup plus large que l’électrification des transports ».
Lors de la campagne à la direction du NPD, qui se tient entre février et octobre 2017, Pierre Nantel appuie le député québécois Guy Caron, et affirme que les Québécois n'accepteront pas un chef de parti avec un signe religieux ostentatoire. Le chef élu Jagmeet Singh est un sikh qui porte le Dastar.
En novembre 2018, Pierre Nantel lance une initiative demandant à tous les partis de dépolitiser la question climatique et de nommer un « ministre de la Guerre au réchauffement climatique ». Son chef Jagmeet Singh, la chef du Parti vert du Canada Elizabeth May et le chef par intérim du Bloc québécois Mario Beaulieu se sont joints à lui afin de réclamer une mobilisation commune pour atteindre les cibles climatiques prises par le Canada lors de la Conférence de Paris de 2015 sur les changements climatiques.
À la suite de l'utilisation d'images de l'accident ferroviaire de Lac-Mégantic par Netflix dans son film Froid aux yeux, Pierre Nantel dépose une motion à la Chambre des communes exigeant que Netflix « retire de son catalogue de fiction toute image de la tragédie de Lac-Mégantic » et « compense financièrement la communauté de Lac-Mégantic pour avoir utilisé ces images à des fins de divertissement ». La motion est adoptée à l'unanimité par la Chambre des communes le 29 janvier 2019, et Netflix annonce le retrait des images de Lac-Mégantic de son film le 14 mars 2019,,,. Pierre Nantel s'est également battu pour que Netflix et les autres géants de l'Internet soient taxés pour des services offerts au Canada, au même titre que toutes les compagnies canadiennes offrant le même type de service.
En mai 2019, Pierre Nantel est nommé porte-parole du NPD pour les enjeux touchant la nation québécoise. Cette nomination a été annoncée par Alexandre Boulerice, chef adjoint su NPD.

#### Départ du NPD et arrivée au Parti vert
Quelques semaines avant la tenue des élections fédérales de 2019, le 16 août, le NPD apprend que Pierre Nantel et le Parti vert sont en négociations, et l'expulse immédiatement du caucus et du parti. Nantel est confirmé comme candidat des Verts quelques jours plus tard. Il est cependant défait lors des élections, terminant au troisième rang avec 11,3 % des voix.

#### Candidat pour le Parti québécois

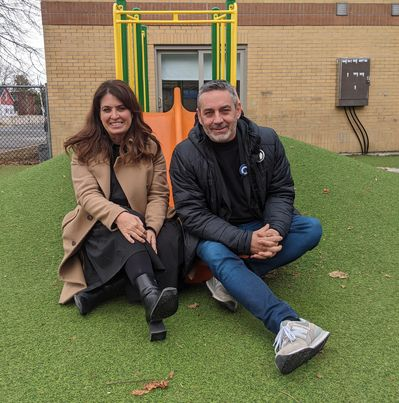
Pierre Nantel et Véronique Hivon en visite dans un CPE en 2022

Le 21 novembre 2021, il annonce qu'il sera candidat pour le Parti québécois lors de l'élection partielle dans la circonscription de Marie-Victorin.

## Résultats électoraux

### Résultats électoraux provinciaux
|                                                                                               | Nom                        | Parti              | Nombre de voix | %      | Maj.  |
| --------------------------------------------------------------------------------------------- | -------------------------- | ------------------ | -------------- | ------ | ----- |
|                                                                                               | Shirley Dorismond          | Coalition avenir   | 9 212          | 33,1 % | 2 299 |
|                                                                                               | Pierre Nantel              | Parti québécois    | 6 913          | 24,8 % | -     |
|                                                                                               | Shophika Vaithyanathasarma | Québec solidaire   | 6 307          | 22,7 % | -     |
|                                                                                               | Lyes Chekal                | Libéral            | 2 793          | 10 %   | -     |
|                                                                                               | Lara Stillo                | Conservateur       | 1 952          | 7 %    | -     |
|                                                                                               | Vincent Aquin-Belleau      | Vert               | 308            | 1,1 %  | -     |
|                                                                                               | Martine Ouellet            | Climat Québec      | 260            | 0,9 %  | -     |
|                                                                                               | Pierre Chénier             | Marxiste-léniniste | 48             | 0,2 %  | -     |
|                                                                                               | Florent Portron            | Équipe autonomiste | 27             | 0,1 %  | -     |
| Total                                                                                         | Total                      | Total              | 27 820         | 100 %  |       |
| Le taux de participation lors de l'élection était de 61,6 % et 418 bulletins ont été rejetés. |                            |                    |                |        |       |

|                                                                                               | Nom                        | Parti                               | Nombre de voix | %      | Maj. |
| --------------------------------------------------------------------------------------------- | -------------------------- | ----------------------------------- | -------------- | ------ | ---- |
|                                                                                               | Shirley Dorismond          | Coalition avenir                    | 5 697          | 35 %   | 797  |
|                                                                                               | Pierre Nantel              | Parti québécois                     | 4 900          | 30,1 % | -    |
|                                                                                               | Shophika Vaithyanathasarma | Québec solidaire                    | 2 316          | 14,2 % | -    |
|                                                                                               | Anne Casabonne             | Conservateur                        | 1 696          | 10,4 % | -    |
|                                                                                               | Émilie Nollet              | Libéral                             | 1 130          | 6,9 %  | -    |
|                                                                                               | Martine Ouellet            | Climat Québec                       | 310            | 1,9 %  | -    |
|                                                                                               | Alex Tyrrell               | Vert                                | 142            | 0,9 %  | -    |
|                                                                                               | Shawn Lalande McLean       | Accès propriété                     | 42             | 0,3 %  | -    |
|                                                                                               | Michel Blondin             | Parti pour l'indépendance du Québec | 21             | 0,1 %  | -    |
|                                                                                               | Michel Lebrun              | Union nationale                     | 17             | 0,1 %  | -    |
|                                                                                               | Philippe Tessier           | Indépendant                         | 17             | 0,1 %  | -    |
|                                                                                               | Florent Portron            | Équipe autonomiste                  | 11             | 0,1 %  | -    |
| Total                                                                                         | Total                      | Total                               | 16 299         | 100 %  |      |
| Le taux de participation lors de l'élection était de 36,1 % et 188 bulletins ont été rejetés. |                            |                                     |                |        |      |

### Résultats électoraux fédéraux
|       | Candidat              | Parti              | # de voix | % des voix |
|       | Richard Bélisle       | Conservateur       | +04 339,  | 8,31 %     |
|       | (sortant) Jean Dorion | Bloc québécois     | +14 181,  | 27,16 %    |
|       | Kévan Falsafi         | Libéral            | +05 321,  | 10,19 %    |
|       | Pierre Nantel         | NPD                | +27 119,  | 51,93 %    |
|       | Valérie St-Amant      | Vert               | +01 032,  | 1,98 %     |
|       | Serge Patenaude       | Marxiste-léniniste | +00228,   | 0,44 %     |
| Total | Total                 | Total              | 52 220    | 100 %      |